# Władimir Fetting
Władimir Aleksandrowicz Fetting (Feting), ros. Владимир Александрович Феттинг (Фетинг) (ur. 2 kwietnia?/14 kwietnia 1869 w Witebsku, zm. ?) – rosyjski wojskowy (pułkownik), emigrant
W 1886 r. ukończył korpus kadetów w Połocku, w 1887 r. pawłowską szkołę wojskową, zaś w 1888 r. nikołajewską szkołę inżynieryjną w Sankt Petersburgu. Służył w stopniu podporucznika w 3 Batalionie Kolejowym. W 1893 r. awansował na porucznika. Od 1900 r. w stopniu sztabskapitana dowodził kompanią 3 Batalionu Kolejowego. W 1901 r. mianowano go kapitanem. W latach 1904–1905 brał udział w wojnie rosyjsko-japońskiej. W 1908 r. w stopniu podpułkownika objął funkcję szefa służby linii kolejowej Kowieńsko-Włodzimiersko-Wołyńskiej. W 1912 r. awansował na pułkownika. Brał udział w I wojnie światowej jako dowódca 12 Batalionu Kolejowego. Podczas wojny domowej w Rosji walczył w wojskach Białych gen. Antona I. Denikina. W poł. listopada 1920 r. wraz z pozostałymi wojskowymi został ewakuowany z Krymu do Gallipoli. Na emigracji zamieszkał w Królestwo SHS. Według części źródeł żył w Polsce. Dalsze jego losy są nieznane.